# 1908 en Colombie-Britannique
Chronologie de la Colombie-Britannique
- 1904
- 1905
- 1906
- 1907
- 1908
- 1909
- 1910
- 1911
- 1912

Cette page concerne des événements qui se sont produits durant l'année 1908 dans la province canadienne de Colombie-Britannique.

## Politique
- Premier ministre : Richard McBride.
- Chef de l'Opposition :  James Alexander MacDonald
- Lieutenant-gouverneur : James Dunsmuir
- Législature :

## Événements

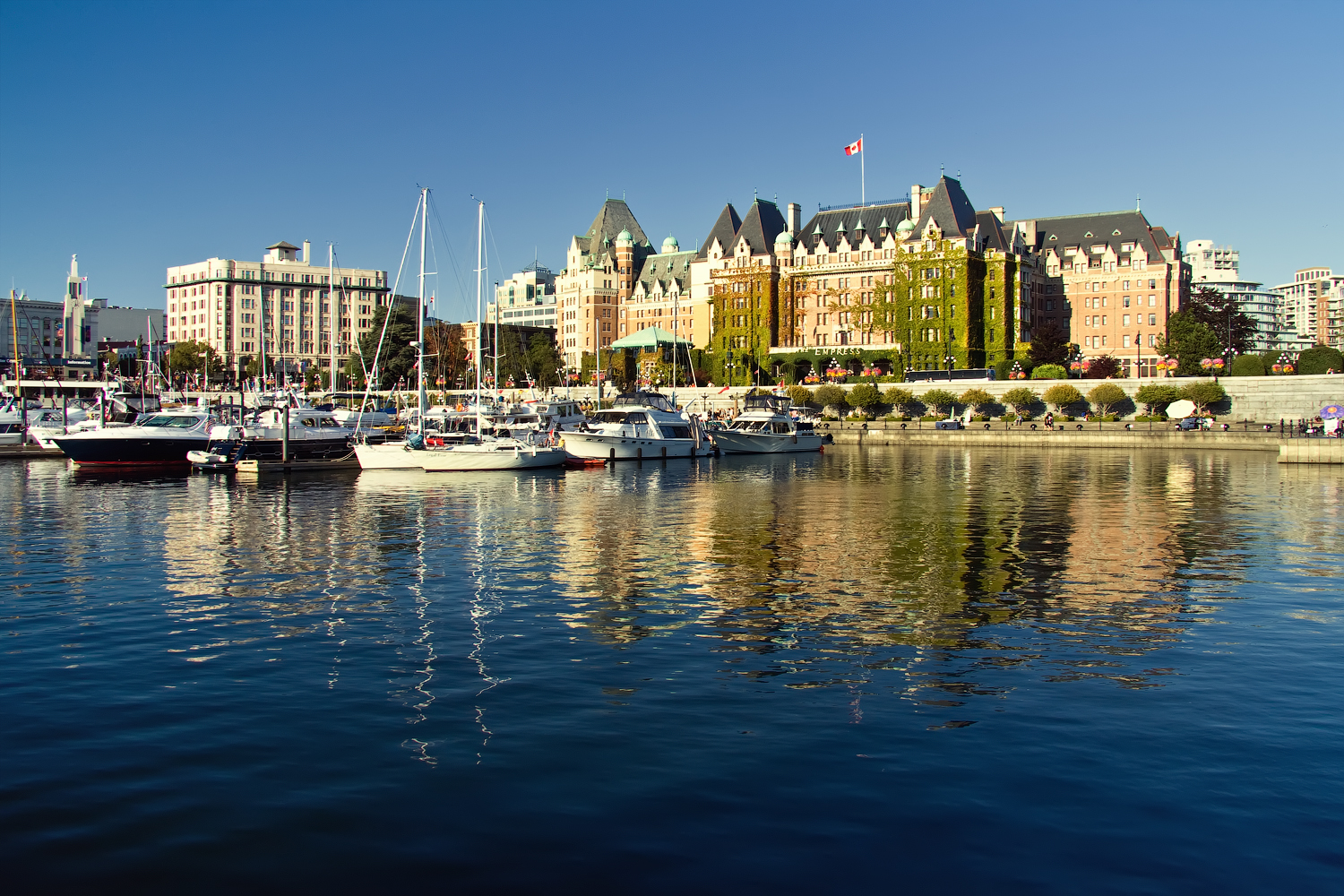
Empress Hotel.

- Achèvemùent de l' Empress Hotel situé 721 Government Street à Victoria[1].
- 7 mars : fondation de l'Université de la Colombie-Britannique.
- 19 septembre : érection de l'Archidiocèse de Vancouver.

## Naissances
- 30 avril à Kamloops : Frank Robert Miller, décédé le 20 octobre 1997, aviateur canadien. Il a été le dernier président du comité des chefs d'état-major canadiens de 1960 à 1964, puis, le premier chef d'État-Major de la Défense de 1964 à 1966. Par la suite, il a été sous-ministre de la Défense nationale.

## Décès
- 13 janvier : George Anthony Walkem, premier ministre de la Colombie-Britannique.
- 16 novembre : Henri-Gustave Joly de Lotbinière, premier ministre du Québec et lieutenant-gouverneur de la Colombie-Britannique.
- 25 décembre : William McGuigan (en), maire de Vancouver.